# Rafael Bogaerts
Rafael Bogaerts (16 augustus 1993) is een Belgisch basketballer.

## Carrière
Bogaerts speelde in de jeugd van Nieuw Brabo Antwerpen, Ticino Merksem en de Antwerp Giants. Hij speelde daarna een seizoen in de tweede klasse bij de St. Niklase Condors voordat hij werd opgepikt door eersteklasser Leuven Bears. Bij Leuven speelde hij gedurende vijf seizoenen, in 2019 maakte hij de overstap naar tweedeklasser Gembo Borgerhout. Hij speelde er tot na het seizoen 2021/22 op meer te focussen op 3x3-basketbal maar keerde in januari 2023 terug.
Bogaerts is daarnaast ook actief in het 3x3-basketbal waar hij in Team Antwerp speelt. Hij nam met de nationale ploeg deel aan de Olympische Spelen waar ze een vierde plek wisten te halen. Ze spelen met Team Antwerp in de World Tour waar ze in 2021 een derde plaats behaalde in Lausanne en Abu Dhabi. In hetzelfde jaar bereikte ze de finale waarin ze vierde werden. In januari 2023 stopte Bogaerts bij Team Antwerp en als 3x3-speler omdat hij niet meer geselecteerd zou worden in de toekomst en keerde terug naar het normale basketbal.

## Erelijst

### World Tour
- 2021:  WT Lausanne
- 2021:  WT Abu Dhabi
- 2022:  WT Utsunomiya